# Топмодель по-американськи

Логотип телешоу

Топмодель по-американськи (America's Next Top Model або Наступна топмодель Америки) — телевізійне реаліті-шоу, в якому учасниці змагаються за звання «Топмоделі по-американськи» й дістають шанс розпочати кар'єру у модельному бізнесі.
Шоу створила супермодель, телеведуча та підприємиця Тайра Бенкс, яка виступає як продюсерка, ведуча програми та головна суддя. Перший сезон стартував у травні 2003 року на каналі UPN і був найбільш рейтинговим шоу на цьому каналі. З 2006 року трансляцію здійснює The CW Television Network.
З 2011 року формат шоу трохи змінений. 17 сезон показали восени 2011 року. У ньому брали участь колишні конкурсантки, які найбільше запам'яталися в попередніх сезонах. В кінці лютого 2012 року в США вийшов 18 сезон шоу. У ньому брали участь 7 учасниць з Великої Британії (колишні учасниці шоу «Топмодель по-британськи») і 7 учасниць зі США. 24 серпня 2012 відбувся прем'єрний показ 19 сезону. У цьому сезоні були нові судді: самі глядачі. Щоб зберегти інтригу, у всіх фотосесіях братли участь всі учасниці конкурсу, навіть відраховані за підсумками тижня.

## Формат шоу
Кожен сезон America's Next Top Model складається з 9—13 епізодів, в яких беруть участь 10-14 моделей-початківиць. У фіналі кожного з епізодів журі приймає рішення про виключення однієї з конкурсанток. На шоу в рідкісних випадках: виключають відразу двох учасниць, двох гірших учасниць не виключають, та учасницям дають імунітет проти відрахування. З 13-го по 15-й сезон було введено правило: коли дівчат залишається 4, то відраховують відразу двох поспіль. Друга частина шоу, коли залишається 5-6 учасниць, проходить за межами США — в Парижі, Мілані, Токіо та інших містах.
У складі журі, крім Тайри Бенкс, присутні, як правило, відомі люди з індустрії моди. У попередніх сезонах суддями були дизайнерка Кімора Лі Сіммонс (1 сезон), редактори журналів мод Ерік Ніколсон і Бо Квілліан, супермоделі Дженіс Дікінсон (1-4 сезони), Твіггі (5-9 сезони) і Павліна Порізкова (10-12 сезони), Джей Александр (5-13 сезони) і постійний суддя фотограф Найджел Баркер (2-18 сезони). З 14 по 17 сезони в ролі судді виступає редактор журналу Vogue Андре Леон Теллі. Протягом усіх сезонів креативним режисером фотосесій моделей виступає Джей Мануель.
З 19 сезону новими суддями в шоу замість Джея Мануеля і Найджела Баркера стануть Роб Еванс і Джонні Ваджек.
В Україні шоу транслює телеканал М1.

## Переможниці
Переможницями програми стали: Едріанн Каррі (1-й сезон, 2003), Йоанна Хаус (2 сезон, 2004), Єва Пігфорд (3 сезон, 2004), Наїма Мора (4 сезон, 2005), Ніколь Лінклеттер (5 сезон, 2005), Дені Еванс (6 сезон, 2006), КеріДі Інгліш (7 сезон, 2006), Жаслін Гонсалес (8 сезон, 2007), Саліша Стауерс (9 сезон, 2007), Вітні Томпсон (10 сезон, 2008), Бріттані Салліван (11 сезон, 2008), Тейона Андерсон (12 сезон, 2009), Ніколь Фокс (13 сезон, 2009), Кріста Вайт (14 сезон, 2010), Енн Уорд (15 сезон, 2010), Бріттані Клайн (16 сезон, 2011), Ліза Д'Амато (17 сезон, 2011) Софі Самнер (18 сезон, 2012), Лора Джеймс(19 сезон, 2012), Журдан Міллер (20 сезон, 2013), Кіт Карлос (21 сезон, 2014), Найл Ді'Марко (22 сезон, 2015), Індіа Гантс (23 сезон, 2017), Кайла Коулман (24 сезон 2018) .